# ピーター・ヒューワット
ピーター・ヒューワット（Peter Hewat、1978年3月17日 - ）は、オーストラリアのラグビー指導者。

## プロフィール
- オーストラリア・インベレル出身[1]。
- 現役時代のポジションはスタンドオフ(SO)、フルバック(FB)。
- 身長 191 cm、体重 100 kg
- 7人制オーストラリア代表に選ばれたことがある。

## 略歴
ナッジー大学卒業後、ワラターズ、ロンドン・アイリッシュを経て、2010年、サントリーサンゴリアスに加入。同年9月4日に行われたジャパンラグビートップリーグ第1節のトヨタ自動車ヴェルブリッツ戦に途中出場で日本での公式戦初出場を果たす。
2012年、ブランビーズに加入。
現役引退後、サントリーサンゴリアス、ブランビーズのコーチを経て、2020年、リコーブラックラムズのコーチに就任。翌2021年、ヘッドコーチに昇格。
2024年、リコーブラックラムズ東京のヘッドコーチを退任した。